# Budziszewice (gmina)
Pour les articles homonymes, voir Budziszewice.
Budziszewice est une gmina rurale du powiat de Tomaszów Mazowiecki, Łódź, dans le centre de la Pologne. Son siège est le village de Budziszewice, qui se situe environ 18 km au nord de Tomaszów Mazowiecki et 35 km à l'est de la capitale régionale Łódź.
La gmina couvre une superficie de 30,13 km2 pour une population de 2 217 habitants.

## Géographie
La gmina inclut les villages d'Adamów, Agnopol, Antolin, Budziszewice, Helenów, Mierzno, Nepomucenów, Nowe Mierzno, Nowy Józefów, Nowy Rękawiec, Rękawiec, Stary Józefów, Teodorów, Walentynów, Węgrzynowice, Węgrzynowice-Modrzewie et Zalesie.
La gmina borde les gminy de Koluszki, Lubochnia, Ujazd et Żelechlinek.